# Niva Bělé u Klokočky
Přírodní památka Niva Bělé u Klokočky byla vyhlášena v roce 2016 v údolí říčky Bělé mezi městy Bělá pod Bezdězem a Bakov nad Jizerou v okrese Mladá Boleslav ve Středočeském kraji. Rozkládá se na ploše 7,7495 hektaru v blízkém okolí osady Malý Rečkov, která patří k Bakovu nad Jizerou, a průmyslových, respektive dělnických kolonií Šubrtov a Valcha, které jsou místními částmi Bělé pod Bezdězem. Přírodní památku tvoří dvě navzájem oddělené, avšak téměř sousedící části. Dělicím prvkem je železniční trať 080 v úseku mezi Bakovem a Bělou, vedená po náspu a překonávající říčku Bělou po dvou mostech. První (západní) část se rozprostírá severně od malorečkovských domů čp. 3 a 4, zatímco druhá (prostřední část) obklopuje domy čp. 1 a 2. Území se v podstatě překrývá se stejnojmennou evropsky významnou lokalitou.
Za určitou třetí část rozsáhlejšího chráněného celku by pak bylo možné pokládat samostatnou a mnohem starší národní přírodní památku Klokočka, vyhlášenou již roku 1956 a mající totožný předmět ochrany. Ta leží v bezprostředním sousedství přírodní památky Niva Bělé u Klokočky, rozkládá se ovšem cele za tratí (při pohledu od silnice), a to větším dílem na katastru Bělé pod Bezdězem, menším dílem na katastru bakovské osady Klokočka a nepatrným cípem i Velkého Rečkova.

## Charakteristika lokality
Geomorfologicky je území součástí celku Jizerská tabule, podcelku Středojizerská tabule a okrsku Bělská tabule. Geologický podklad tvoří svrchnokřídové vápnité pískovce jizerského souvrství, pokryté aluviálními sedimenty. Půdy jsou v lokalitě semiterestrické až hydrické (vliv říčky Bělé), ve vyvýšených polohách kambizemě až podzoly, v nivě gleje, organozemě a fluvizemě.
Fytogeograficky je chráněné území součástí českého termofytika, fytochorionu 12. Dolní Pojizeří.

## Předmět ochrany
Přírodní památka chrání bezkolencové louky na vápnitých, rašelinných nebo hlinito-jílovitých půdách (Molinion caeruleae), zásaditá slatiniště, mokřadní olšiny a na ně vázané druhy chráněné druhy rostlin a živočichů.
Ke zdejším botanickým vzácnostem patří zejména popelivka sibiřská (Ligularia sibirica), tolije bahenní (Parnassia palustris), zvonečník hlavatý (Phyteuma orbiculare), přeslička různobarvá (Equisetum variegatum), kapradiník bažinný (Thelipteris palustris), hadí jazyk obecný (Ophioglossum vulgatum) a prstnatec májový (Dactylorhiza majalis). Z dalších cennějších rostlin zachycených na lokalitě je nutno zmínit hlaváč fialový (Scabiosa columbaria), jehlici plazivou (Ononis repens), koromáč olešníkový (Silaum silaus), svízel severní (Galium boreale), kozlík dvoudomý (Valeriana dioica), srpici barvířskou (Serratula tinctoria), trávničku obecnou (Armeria vulgaris), smldník olešníkovitý (Peucedanum oreoselinum) a oman vrbolistý (Inula salicina).
Živočišnou říši reprezentuje v první řadě vzácný miniaturní plž vrkoč bažinný (Vertigo moulinsiana), vázaný na ostřicové a rákosové porosty u říčky Bělé. V chráněném území nebo jeho nejbližším okolí byl dále zaznamenán výskyt chřástala vodního (Rallus aquaticus), jestřába lesního (Accipiter gentilis), vlaštovky obecné (Hirundo rustica), ještěrky živorodé (Lacerta vivipara) a slepýše křehkého (Anguis fragilis).

## Fotogalerie

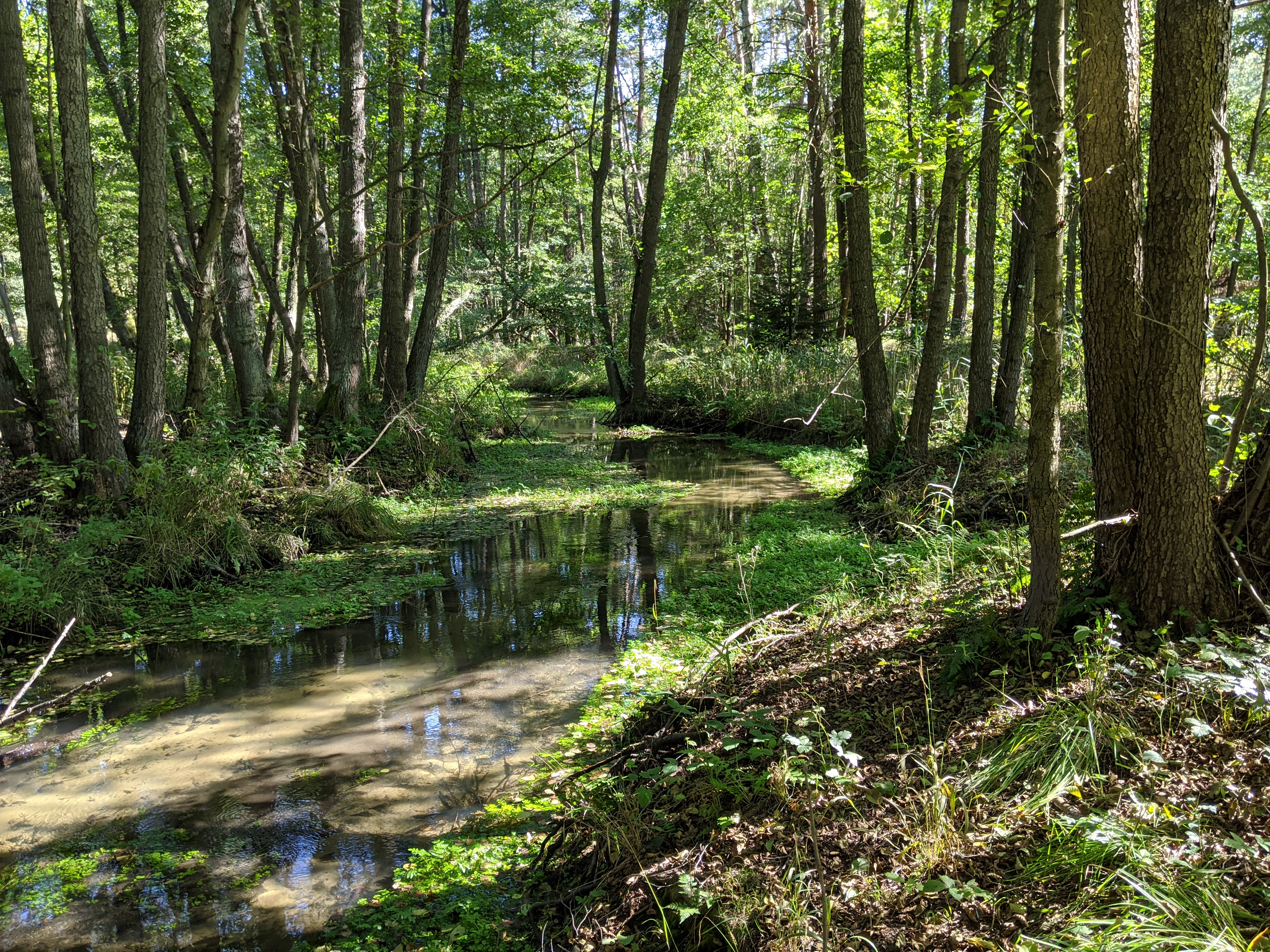
Říčka Bělá v lokalitě
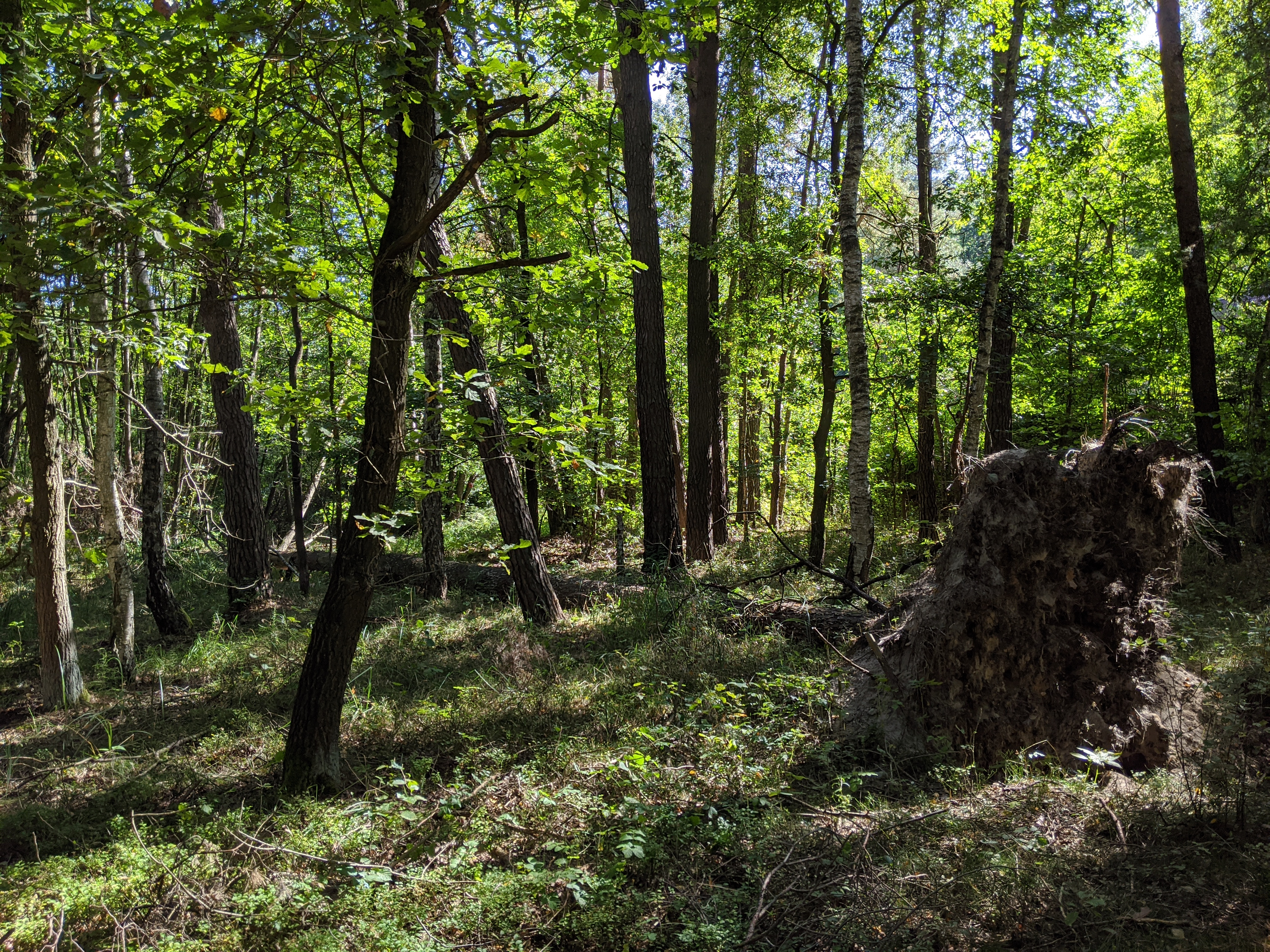
Lesní porost v nivě říčky
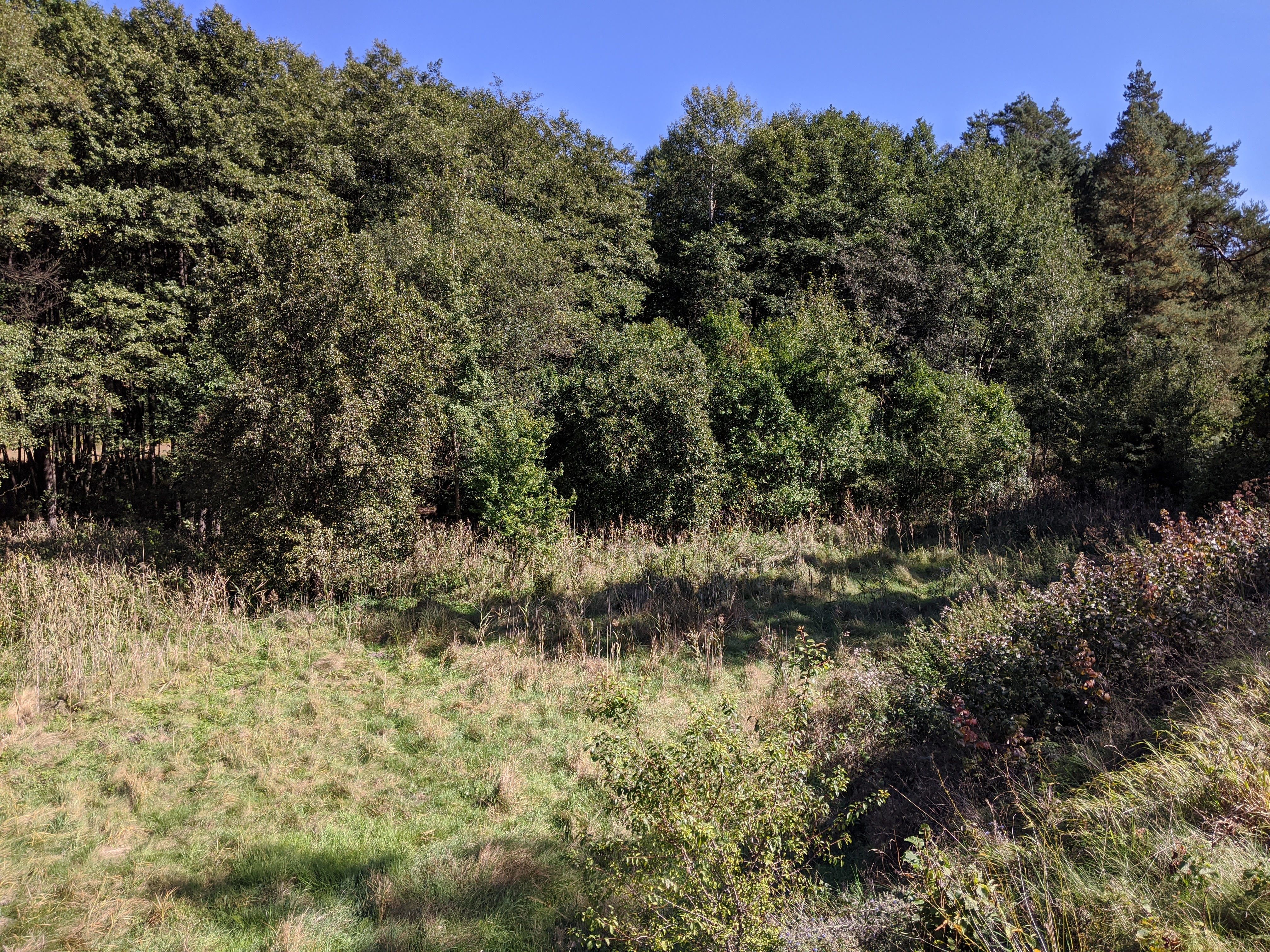
Pohled na PP z náspu trati
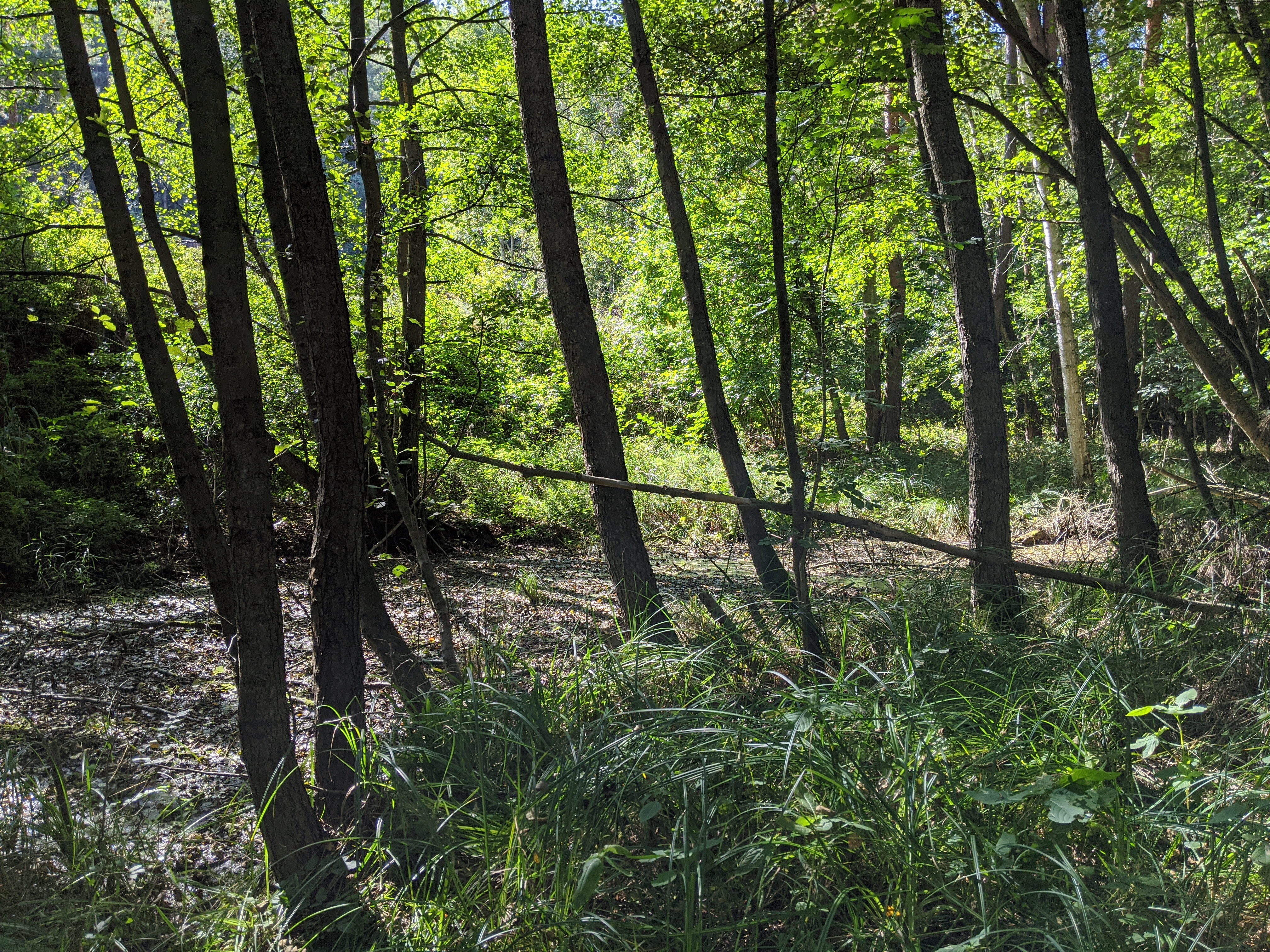
Bahnitá tůň v nivním lese
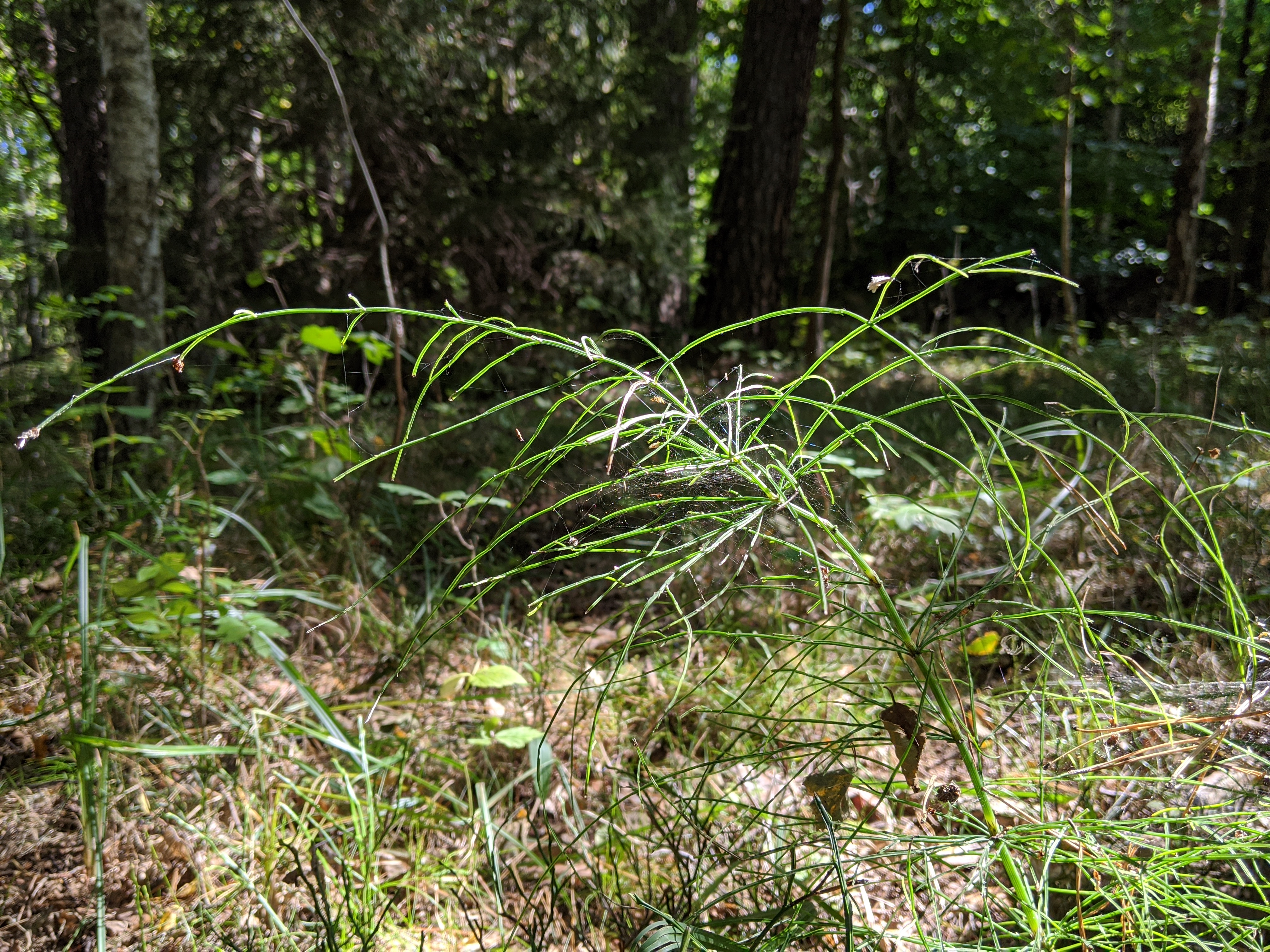
Přesličky
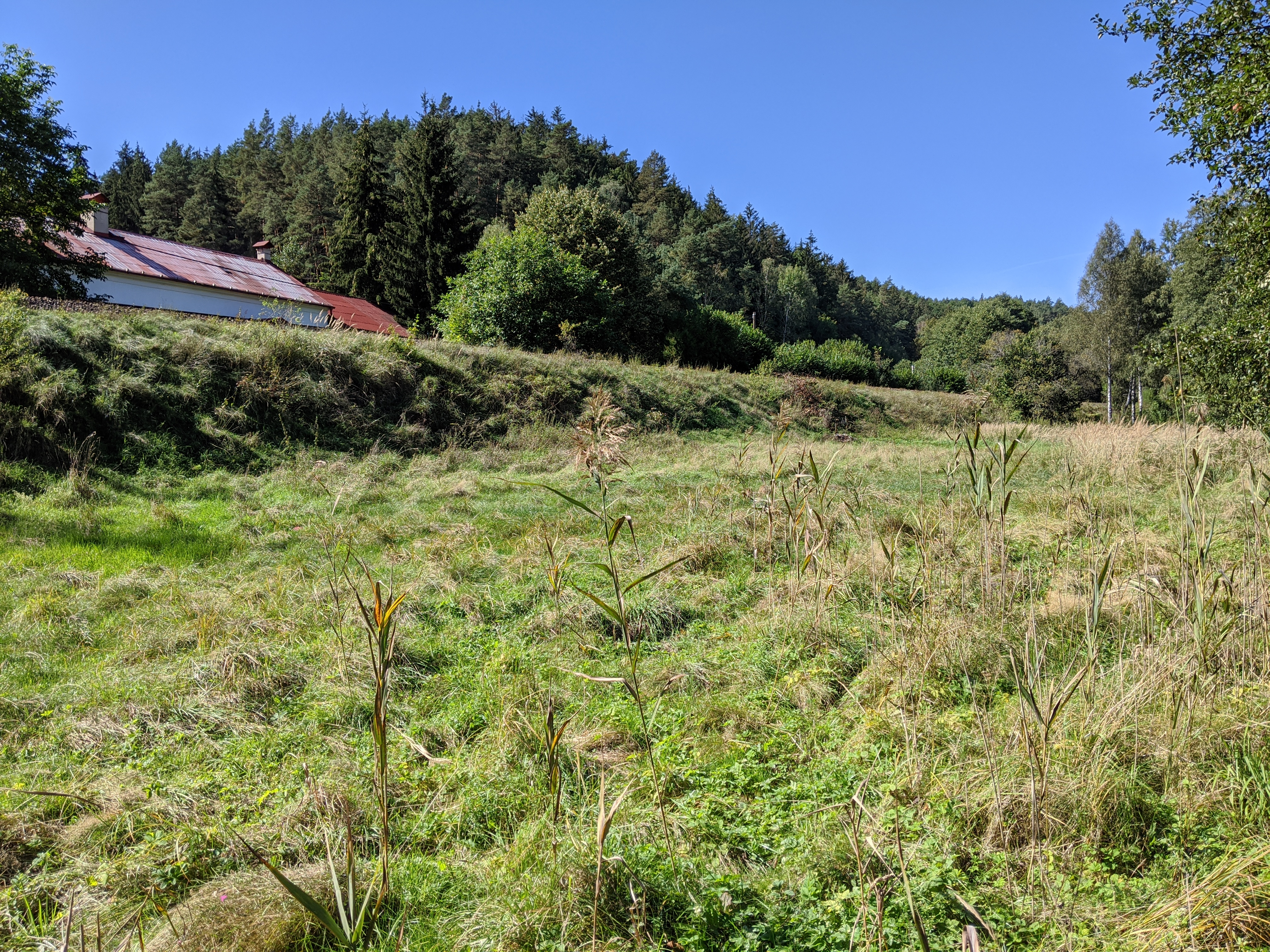
Násep železniční trati